# Baumeister Solness
Baumeister Solness ist ein Theaterstück von Henrik Ibsen aus dem Jahr 1892.  Das Stück wurde am 7. Dezember 1892 in London durch eine Lesung in norwegischer Sprache erstmals der Öffentlichkeit vorgestellt. Die eigentliche Uraufführung erfolgte am 19. Januar 1893 am Lessingtheater in Berlin.

## Handlung
„Baumeister Solness“ ist ein sogenanntes inneres Drama. Halvard Solness ist ein scheinbar kaltschnäuziger, skrupelloser Bauunternehmer, der sein Baugeschäft unter Ausnutzung seiner Mitarbeiter aufgebaut hat. Zehn Jahre vor der Gegenwart der Handlung hat er in dem fiktiven Ort Lysanger, anlässlich der Dachgleichenfeier einer von ihm gebauten Kirche, trotz Höhenangst das Gerüst zum Kirchturm erklommen. Er lernte dabei die damals zwölfjährige Hilde kennen, die ihm so gut gefiel, dass er sie „Prinzessin“ nannte, küsste und ihr versprach, in zehn Jahren wieder zu kommen und ihr ein Königreich zu schenken. Nun, zehn Jahre später, erscheint Hilde Wangel bei Halvard Solness, der sich gerade selbst ein neues Haus baut, und fordert das ihr versprochene Königreich ein. Im Laufe des Stücks sehen Hilde und Solness trotz des großen Altersunterschiedes eine gemeinsame Zukunft. Immer wieder erzählt Hilde, wie aufregend es vor zehn Jahren war, den Baumeister so hoch auf dem Gerüst des Kirchturms zu sehen, und sie wünscht sich, dass Solness nun bei der Gleichenfeier des eigenen Hauses wieder mit dem Kranz auf das Gerüst steigt. Obwohl Solness von schrecklicher Höhenangst geplagt wird, besteigt er dennoch das Gerüst, um ganz oben einen Kranz zu befestigen; dabei stürzt er – ob wegen eines Schwindelanfalls oder eines morschen Bretts, bleibt offen – in die Tiefe, wo er mit zerschmettertem Schädel liegen bleibt. Soweit die schmale äußere Handlung, die in 1 ½ Tagen spielt, und die mit der reichen inneren Handlung, die einen Zeitraum von zwölf Jahren umfasst, in starkem Kontrast steht. Die innere Handlung zeigt ein anderes Bild. Solness ist ein von Ängsten zernagter, getriebener Mensch, der in ständiger Angst vor der Jugend lebt und es duldet, dass seine Frau Aline ihm ein (in Wahrheit nicht existentes) Liebesverhältnis mit seiner Buchhalterin Kaja unterstellt; er tut sogar alles, damit seine Frau ebendies vermutet. Er büßt damit eine große, tiefe Schuld seiner Frau gegenüber. Aline hatte vor zwölf Jahren, in der Folge eines Brandes – der das alte Wohnhaus ihrer Eltern, wo das Ehepaar lebte, komplett zerstörte – ihre beiden Söhne und ihre Gesundheit verloren. Eben diesen Brand hatte sich Solness erhofft, um das weitläufige Gelände bebauen zu können. Mit diesem Brand begann damals Solness Karriere, da er das so freigewordene Grundstück geschäftstüchtig parzellieren konnte und nun nicht mehr (wie bisher) nur Kirchen baute, sondern teure Wohnhäuser und Villen. So ist Solness' unfassbarer Erfolg, der sich in der Hauptsache auf Glück und unternehmerisches Talent stützt und nicht etwa auf fachliche bzw. architektonische Fähigkeiten, auf ewig mit Unglück verbunden.

### Ortsangabe
„Baumeister Solness“ spielt in Norwegens Hauptstadt Kristiania (bis 1924 der Name von Oslo), in einem mondänen Stadtteil, wie sie damals in ganz Europa auf dem Reißbrett entstanden. Unmittelbarer Ort ist die große Villa von Solness, in der es als Auffälligkeit drei Kinderzimmer gibt, obwohl das Ehepaar Solness gar keine Kinder hat. Auch die neu erbaute Villa verfügt über drei ungenutzte Kinderzimmer. Der 1. Akt spielt im Baubüro, das im privaten Wohnhaus untergebracht ist. Es ist der 19. September, später Nachmittag. Der 2. Akt spielt im Salon der Villa, am Morgen des nächsten Tages, und der 3. Akt spielt auf der Terrasse des (ehemals großen, nun engen und kleinen) Gartens.

### Personen
Halvard Solness ist etwa 50 Jahre und Baumeister. Er war früher bei Knut Brovik angestellt, jetzt ist dieser bei Solness angestellt, da sein eigenes Baugeschäft Konkurs machte. Solness ist kein Architekt, er ist Bauunternehmer, ohne Fachkenntnisse und ohne architektonisches Talent. Darum braucht er Brovik, der Meister im Berechnen der Statik ist, darum braucht er Ragnar, der zeichnen kann, und darum braucht er auch Kaja, da er selbst keine Buchführung beherrscht. Solness muss danach trachten, dass Ragnar sich nicht selbständig macht und bei ihm bleibt, darum bindet er Kaja (Ragnars Verlobte) emotional an sich, damit diese bei ihm bleibt; denn dann bleibt auch Ragnar.
Aline Solness ist Halvards Ehefrau. Seit dem Brand des elterlichen Hauses, seit dem Tod der beiden Kinder und dem Verlust ihrer Puppen (der Aline mehr schmerzt als der ihrer Kinder) ist sie nur mehr ein Schatten ihrer selbst.
Die etwa 23 Jahre alte Hilde Wangel kennt Solness, seitdem er vor zehn Jahren den Kirchturm in Lysanger (Hildes Heimatort) einweihte. Damals hatte er ihr ein Königreich versprochen, nun kommt sie, um dieses Versprechen einzulösen. Offensichtlich hat Hilde (nicht näher genannte) Probleme mit ihrem Vater, da sie nie wieder nach Hause zurückkehren möchte, obwohl sie ihren Vater sehr liebt. Hilde kennt Aline von einem zufälligen gemeinsamen Sanatoriumsaufenthalt im letzten Sommer.
Knut Brovik, ein älterer Mann und früher Solness' Chef, ist jetzt sein Angestellter. Seit einiger Zeit ist er sehr krank und will seinem Sohn Ragnar unbedingt dazu verhelfen, dass dieser selbständig wird.
Ragnar Brovik ist der etwa 30-jährige Sohn von Knut Brovik. Er ist bei Solness als Zeichner angestellt und mit Kaja verlobt. Ragnar ist sehr begabt, deswegen will ihn Solness nicht in die Selbständigkeit entlassen, da er Ragnar braucht. Außerdem fürchtet Solness die Jugend als Konkurrenz.
Kaja Fosli ist etwas über 20 Jahre alt, Solness Buchhalterin und Ragnars Verlobte. Beide sind seit fünf Jahren miteinander verlobt, ohne dass es bis jetzt zu einer Heirat gekommen wäre. Kaja muss dies auch immer wieder hinauszögern, da eine Heirat mit Ragnar sie von Solness wegführte, dem sie verfallen scheint.
Doktor Herdal, der Arzt des Hauses und hauptsächlich um Aline bemüht, erweist sich im Gespräch mit Solness auch als analytisch geschulter Zuhörer.

## Inszenierungen / Verfilmung
Als Fernsehspiel wurde das Stück unter der Regie von Hans Schweikart mit Peter Lühr, Andrea Jonasson, Christine Ostermayer und Peter Paul 1966 unter dem Titel Baumeister Solness verfilmt. Eine weitere Verfilmung unter dem gleichen Titel und unter der Regie von Ernst Schmucker entstand 1976.
1984 gab es eine TV-Fassung einer Aufführung des Bayerischen Staatsschauspiels in München unter der Regie von Peter Zadek mit Hans-Michael Rehberg, Barbara Sukowa, Annemarie Düringer, Paulus Manker und Toni Berger.
Im Jahr 2004 eine Inszenierung von Thomas Ostermeier am Akademietheater in Wien mit Gert Voss, Kirsten Dene und Dorothee Hartinger, die auch als Fernsehfassung unter dem gleichnamigen Titel Baumeister Solness ausgestrahlt wurde. 2008 gab eine Inszenierung von Anna Badora am Schauspielhaus Graz. 2015 wurde das Werk in Deutschland unter dem Namen Solness von Michael Klette verfilmt. Jörg Steinberg inszenierte das Stück an den Uckermärkischen Bühnen Schwedt, Premiere war am 22. und 23. September 2016.
International ist die Verfilmung von 2013 erwähnenswert: Unter der Regie von Jonathan Demme spielt Wallace Shawn, der auch das Drehbuch verfasste, die Hauptrolle.

## Nachweis
- Joachim Grage: Die Architektur der Lebensentwürfe. In: Ibsens Dramen. (= Reclams Universal-Bibliothek, Band 17530.) Reclam jun. GmbH & Co., Stuttgart 2005, ISBN 3-15-017530-5.
- Michael Meyer: Ibsen. Random House, 1985, ISBN 978-0-394-50442-1.